# Mehrebenenstraßen in Chicago

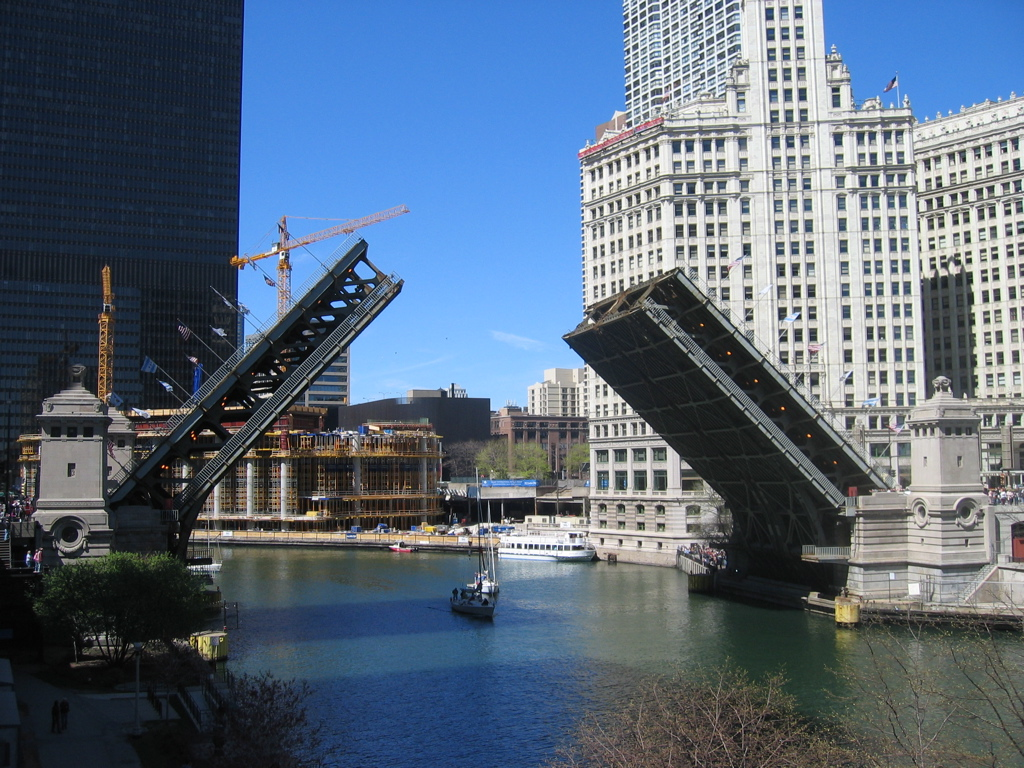
Selbst bei Brücken werden zwei Fahrbahnen übereinander geführt, hier die Klappbrücke Michigan Avenue

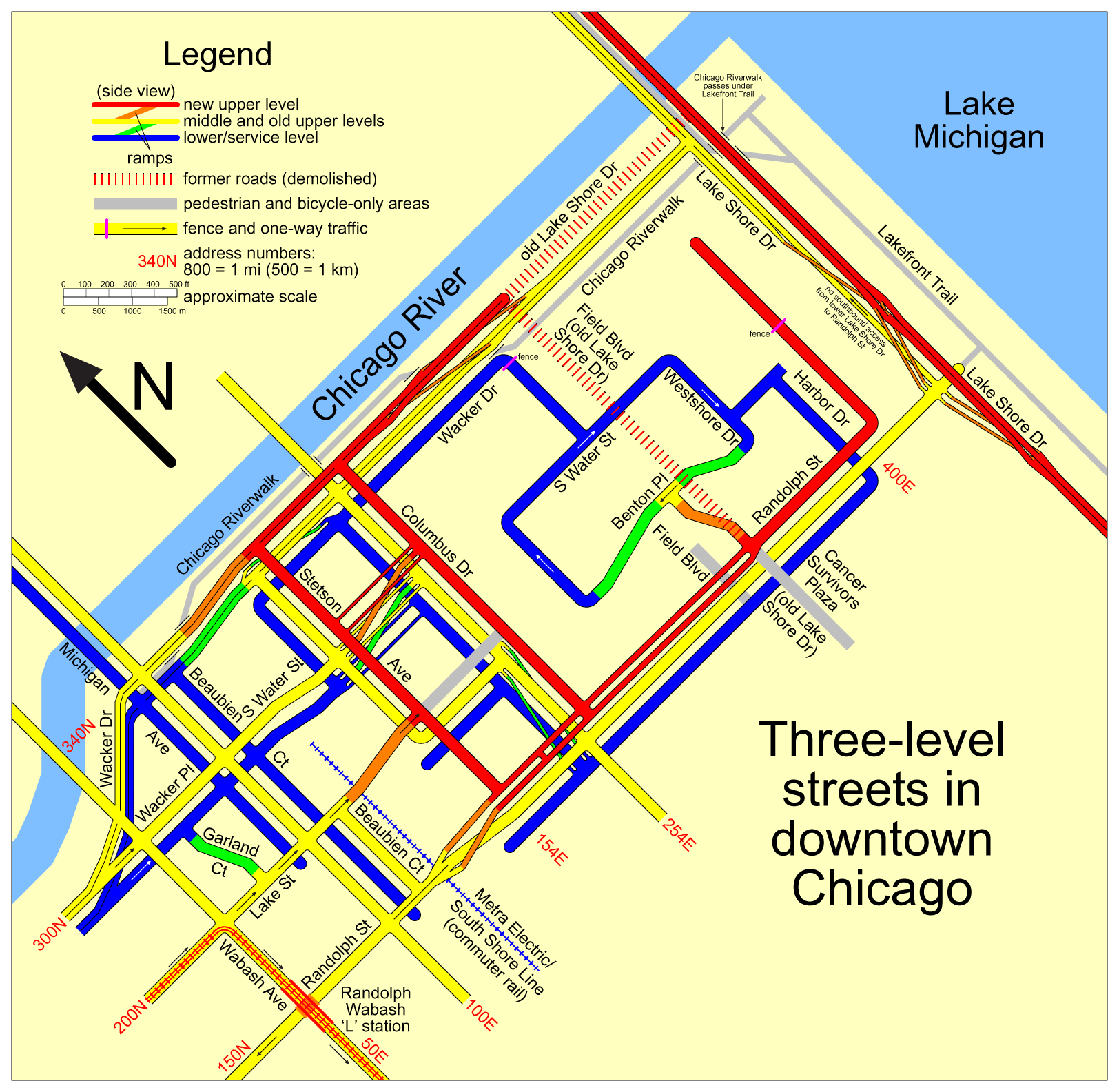
System der Mehrebenenstraßen im Herzen Chicagos

Mehrebenenstraßen in Chicago sind zwei, gelegentlich auch drei übereinanderliegende Straßenzüge in der Innenstadt von Chicago, die bereits zum Teil seit über 80 Jahren existieren. Offizielle Planungen für das Straßensystem gab es seit den frühen 1910er Jahren und wurden schließlich von Daniel Burnham und Edward Bennet umgesetzt. Unterstützer waren auch Freizeit-Radler und Landwirte, die ihre Erzeugnisse auf den Markt bringen wollten.
Der längste und wahrscheinlich berühmteste Straßenzug ist der Wacker Drive, der nach dem Deutsch-Amerikanischen Philanthropen Charles Henry Wacker (1856–1929) benannt wurde, eine dreieinhalb Kilometer lange mehrspurige Straße, die entlang des Chicago River führt. Der Wacker-Drive, der 1926 mit zunächst ca. einem Kilometer für 8 Mio. US-Dollar errichtet worden war, gilt als Grundbaustein des Mehrebenen-Systems. 1948–1954 wurde eine eineinhalb Kilometer lange Verlängerung nach Süden gebaut, 1963 und dann noch einmal 1975 eine Verlängerung nach Westen bis zum Michigansee.